# 2024年ラスベガスグランプリ
2024年ラスベガスグランプリ（英: 2024 Las Vegas Grand Prix、正式名称: Formula 1 Heineken Silver Las Vegas Grand Prix 2024）は、2024年のF1世界選手権第22戦として、2024年11月23日にラスベガス・ストリップ・サーキットで開催された。

## 背景
タイヤ
ピレリが持ち込んだドライ用タイヤのコンパウンドはハード（白）：C3、ミディアム（黄）：C4、ソフト（赤）：C5のソフト寄りの組み合わせ。
| ドライ用   | ドライ用       | ドライ用   | ウェット用           | ウェット用   |
| C3         | C4             | C5         | インターミディエイト | フルウェット |
| ---------- | -------------- | ---------- | -------------------- | ------------ |
| （ハード） | （ミディアム） | （ソフト） | （小雨用）           | （大雨用）   |
DRS：2箇所
※（　）内は検知ポイント
- DRS1：ターン4の20m先から（ターン2の10m先）
- DRS2：ターン14の870m手前から（ターン12の710m先）

ドライバーズタイトルの行方
前戦サンパウロGP終了時点でランキング首位のマックス・フェルスタッペンは、同2位のランド・ノリスに62点の差を付けている。残り3戦で獲得できる最大ポイントは86点であり、本GPが終了した時点で最大60点となる。フェルスタッペンは決勝レースで8勝を挙げており、3勝のノリスが残り3戦を全勝してもフェルスタッペンの勝利数に及ばないため、全戦が終了して同点となった場合はフェルスタッペンがタイトルを獲得する。したがって、本GPでフェルスタッペンがノリスに60点以上の差を付ければ、フェルスタッペンの4年連続4回目のドライバーズタイトルが決定する。
フェルスタッペンのタイトル獲得条件は以下の通り。
- フェルスタッペンがノリスより前の順位でフィニッシュ
- ノリスが2位または3位の場合、フェルスタッペンがすぐ後ろの順位でフィニッシュし、かつファステストラップを獲得
- ノリスが4位〜8位または9位+FLの場合、フェルスタッペンがすぐ後ろの順位でフィニッシュ
- ノリスが9位以下（この場合、フェルスタッペンがノーポイントに終わってもタイトルを獲得する）

## エントリー
レギュラードライバー
- ハース：体調不良により前戦サンパウロGPを欠場したケビン・マグヌッセンが復帰する。

## フリー走行

### FP1
2024年11月21日 18:30 PST (UTC-8)
（特記のない出典：）
- 気温：14 °C (57 °F) 路面温度：16 °C (61 °F) 路面状況：ドライ

### FP2
2024年11月21日 22:00 PST (UTC-8)
（特記のない出典：）
- 気温：14 °C (57 °F) 路面温度：16 °C (61 °F) 路面状況：ドライ

### FP3
2024年11月22日 18:30 PST (UTC-8)
（特記のない出典：）
- 気温：15 °C (59 °F) 路面温度：17.5 °C (63.5 °F) 路面状況：ドライ

### フリー走行の結果
| 順位  | ドライバー         | コンストラクター | タイム   |
| ----- | ------------------ | ---------------- | -------- |
| 1     | L.ハミルトン       | メルセデス       | 1:35.001 |
| 2     | G.ラッセル         | メルセデス       | 1:35.397 |
| 3     | L.ノリス           | マクラーレン     | 1:35.954 |
| 4     | C.ルクレール       | フェラーリ       | 1:36.007 |
| 5     | M.フェルスタッペン | レッドブル       | 1:36.038 |
| 出典: |                    |                  |          |

| 順位  | ドライバー   | コンストラクター | タイム   |
| ----- | ------------ | ---------------- | -------- |
| 1     | L.ハミルトン | メルセデス       | 1:33.825 |
| 2     | L.ノリス     | マクラーレン     | 1:33.836 |
| 3     | G.ラッセル   | メルセデス       | 1:34.015 |
| 4     | C.サインツ   | フェラーリ       | 1:34.105 |
| 5     | C.ルクレール | フェラーリ       | 1:34.313 |
| 出典: |              |                  |          |

| FP3 \| 順位 \| ドライバー \| コンストラクター \| タイム \| \| ---------- \| ------------------ \| ---------------- \| -------- \| \| 1 \| G.ラッセル \| メルセデス \| 1:33.570 \| \| 2 \| O.ピアストリ \| マクラーレン \| 1:33.785 \| \| 3 \| C.サインツ \| フェラーリ \| 1:33.918 \| \| 4 \| L.ノリス \| マクラーレン \| 1:34.008 \| \| 5 \| M.フェルスタッペン \| レッドブル \| 1:34.137 \| \| 出典: [12] \| \| \| \| | - 注: いずれもトップ5まで掲載。 |                  |          |
| 順位 | ドライバー                      | コンストラクター | タイム   |
| 1 | G.ラッセル                      | メルセデス       | 1:33.570 |
| 2 | O.ピアストリ                    | マクラーレン     | 1:33.785 |
| 3 | C.サインツ                      | フェラーリ       | 1:33.918 |
| 4 | L.ノリス                        | マクラーレン     | 1:34.008 |
| 5 | M.フェルスタッペン              | レッドブル       | 1:34.137 |
| 出典: |                                 |                  |          |

## 予選
2024年11月22日 22:00 PST (UTC-8)
（特記のない出典：）
- 気温：12 °C (54 °F) 路面温度：14 °C (57 °F) 路面状況：ドライ

### 予選結果
| 順位                | No. | ドライバー                 | コンストラクター                        | Q1       | Q2       | Q3       | Grid |
| ------------------- | --- | -------------------------- | --------------------------------------- | -------- | -------- | -------- | ---- |
| 1                   | 63  | ジョージ・ラッセル         | メルセデス                              | 1:33.186 | 1:32.779 | 1:32.312 | 1    |
| 2                   | 55  | カルロス・サインツ         | フェラーリ                              | 1:33.484 | 1:32.711 | 1:32.410 | 2    |
| 3                   | 10  | ピエール・ガスリー         | アルピーヌ-ルノー                       | 1:33.691 | 1:32.879 | 1:32.664 | 3    |
| 4                   | 16  | シャルル・ルクレール       | フェラーリ                              | 1:33.446 | 1:33.016 | 1:32.783 | 4    |
| 5                   | 1   | マックス・フェルスタッペン | レッドブル-ホンダ・RBPT                 | 1:33.299 | 1:33.085 | 1:32.797 | 5    |
| 6                   | 4   | ランド・ノリス             | マクラーレン-メルセデス                 | 1:33.592 | 1:33.099 | 1:33.008 | 6    |
| 7                   | 22  | 角田裕毅                   | RB-ホンダ・RBPT                         | 1:33.789 | 1:33.089 | 1:33.029 | 7    |
| 8                   | 81  | オスカー・ピアストリ       | マクラーレン-メルセデス                 | 1:33.450 | 1:33.024 | 1:33.033 | 8    |
| 9                   | 27  | ニコ・ヒュルケンベルグ     | ハース-フェラーリ                       | 1:33.920 | 1:33.114 | 1:33.062 | 9    |
| 10                  | 44  | ルイス・ハミルトン         | メルセデス                              | 1:33.225 | 1:32.567 | 1:48.106 | 10   |
| 11                  | 31  | エステバン・オコン         | アルピーヌ-ルノー                       | 1:33.968 | 1:33.221 | n/a      | 11   |
| 12                  | 20  | ケビン・マグヌッセン       | ハース-フェラーリ                       | 1:33.991 | 1:33.297 | n/a      | 12   |
| 13                  | 24  | 周冠宇                     | キック・ザウバー-フェラーリ             | 1:34.079 | 1:33.566 | n/a      | 13   |
| 14                  | 43  | フランコ・コラピント       | ウィリアムズ-メルセデス                 | 1:33.746 | 1:33.749 | n/a      | PL 1 |
| 15                  | 30  | リアム・ローソン           | RB-ホンダ・RBPT                         | 1:34.087 | 1:34.257 | n/a      | 14   |
| 16                  | 11  | セルジオ・ペレス           | レッドブル-ホンダ・RBPT                 | 1:34.155 | n/a      | n/a      | 15   |
| 17                  | 14  | フェルナンド・アロンソ     | アストンマーティン・アラムコ-メルセデス | 1:34.258 | n/a      | n/a      | 16   |
| 18                  | 23  | アレクサンダー・アルボン   | ウィリアムズ-メルセデス                 | 1:34.425 | n/a      | n/a      | 17   |
| 19                  | 77  | バルテリ・ボッタス         | キック・ザウバー-フェラーリ             | 1:34.430 | n/a      | n/a      | 19 2 |
| 20                  | 18  | ランス・ストロール         | アストンマーティン・アラムコ-メルセデス | 1:34.484 | n/a      | n/a      | 18   |
| 107% time: 1:39.709 |     |                            |                                         |          |          |          |      |
| 出典:               |     |                            |                                         |          |          |          |      |

追記
- ^1 - コラピントはパルクフェルメ下で年間最大使用数を超えるギアボックスのエレメント（6基目のGBX C & C（ギアボックス・ケース及びカセット） / GBX DL（駆動部品、ギアチェンジ、補助部品））[注 4]に交換し、フロントのブレーキダクトのセッティングを変更したためピットレーンスタート[17]
- ^2 - ボッタスはFP1で年間最大使用数を超えるパワーユニットのエレメント（4基目のES（エナジーストア））[注 5]に交換したため5グリッド降格[18]

## 決勝
2024年11月23日 22:00 PST (UTC-8)
（特記のない出典：）
- 気温：18 °C (64 °F) 路面温度：19 °C (66 °F) 路面状況：ドライ

ジョージ・ラッセルがポール・トゥ・ウィンで今季2勝目を挙げた。10番手からスタートしたルイス・ハミルトンが2位まで順位を上げ、メルセデスとしては今季初となる1-2フィニッシュを決めた。
ドライバーズタイトル獲得に王手をかけていたマックス・フェルスタッペンは5位でフィニッシュし、同じくタイトルの可能性を残していたランド・ノリスがフェルスタッペンより後方の6位に終わったことにより、2戦を残してフェルスタッペンが4年連続4回目となるドライバーズタイトルを獲得した。
コンストラクターズタイトル争いは、フェラーリのカルロス・サインツが3位、シャルル・ルクレールが4位とメルセデス勢に続く結果を残し、マクラーレンは6位のノリスが最終ラップにファステストラップを記録し、オスカー・ピアストリがスターティンググリッドより前の位置でスタートして5秒ペナルティを受けたものの、7位でフィニッシュ。これにより、首位マクラーレンと2位フェラーリのポイント差は24点に縮まった。同じく6位争いはハースのニコ・ヒュルケンベルグが残り5周でRBの角田裕毅を抜いて8位、角田はセルジオ・ペレスを抑えて9位でフィニッシュし、ハースがアルピーヌを抜いて6位に浮上したが、6位ハースから8位RBまでわずか4点差の熾烈な争いが続く。

### レース結果
| 順位  | No. | ドライバー                 | コンストラクター                        | 周回数 | タイム/リタイア原因 | Grid | Pts. |
| ----- | --- | -------------------------- | --------------------------------------- | ------ | ------------------- | ---- | ---- |
| 1     | 63  | ジョージ・ラッセル         | メルセデス                              | 50     | 1:22:05.969         | 1    | 25   |
| 2     | 44  | ルイス・ハミルトン         | メルセデス                              | 50     | +7.313              | 10   | 18   |
| 3     | 55  | カルロス・サインツ         | フェラーリ                              | 50     | +11.906             | 2    | 15   |
| 4     | 16  | シャルル・ルクレール       | フェラーリ                              | 50     | +14.283             | 4    | 12   |
| 5     | 1   | マックス・フェルスタッペン | レッドブル-ホンダ・RBPT                 | 50     | +16.582             | 5    | 10   |
| 6     | 4   | ランド・ノリス             | マクラーレン-メルセデス                 | 50     | +43.385             | 6    | 9 FL |
| 7     | 81  | オスカー・ピアストリ       | マクラーレン-メルセデス                 | 50     | +51.365             | 8    | 6    |
| 8     | 27  | ニコ・ヒュルケンベルグ     | ハース-フェラーリ                       | 50     | +59.808             | 9    | 4    |
| 9     | 22  | 角田裕毅                   | RB-ホンダ・RBPT                         | 50     | +1:02.808           | 7    | 2    |
| 10    | 11  | セルジオ・ペレス           | レッドブル-ホンダ・RBPT                 | 50     | +1:03.114           | 15   | 1    |
| 11    | 14  | フェルナンド・アロンソ     | アストンマーティン・アラムコ-メルセデス | 50     | +1:09.195           | 16   |      |
| 12    | 20  | ケビン・マグヌッセン       | ハース-フェラーリ                       | 50     | +1:09.803           | 12   |      |
| 13    | 24  | 周冠宇                     | キック・ザウバー-フェラーリ             | 50     | +1:14.085           | 13   |      |
| 14    | 43  | フランコ・コラピント       | ウィリアムズ-メルセデス                 | 50     | +1:15.172           | PL   |      |
| 15    | 18  | ランス・ストロール         | アストンマーティン・アラムコ-メルセデス | 50     | +1:24.102           | 18   |      |
| 16    | 30  | リアム・ローソン           | RB-ホンダ・RBPT                         | 50     | +1:31.005           | 14   |      |
| 17    | 31  | エステバン・オコン         | アルピーヌ-ルノー                       | 49     | +1 Lap              | 11   |      |
| 18    | 77  | バルテリ・ボッタス         | キック・ザウバー-フェラーリ             | 49     | +1 Lap              | 19   |      |
| Ret   | 23  | アレクサンダー・アルボン   | ウィリアムズ-メルセデス                 | 25     | ターボチャージャー  | 17   |      |
| Ret   | 10  | ピエール・ガスリー         | アルピーヌ-ルノー                       | 15     | パワーユニット      | 3    |      |
| 出典: |     |                            |                                         |        |                     |      |      |

追記
- ^FL - ファステストラップの1点を含む

勝者ジョージ・ラッセルの平均速度
- 226.523 km/h (140.755 mph)

ファステストラップ
- ランド・ノリス - 1:34.876（50周目）

ラップリーダー
太字は最多ラップリーダー
- ジョージ・ラッセル - 49周 (1-12, 14-50)
- ルイス・ハミルトン - 1周 (13)

## 達成された主な記録
（特記のない出典：）
ドライバー
- 4回目のドライバーズチャンピオン: マックス・フェルスタッペン - 史上6人目
- 4年連続ドライバーズチャンピオン: マックス・フェルスタッペン - 史上5人目

コンストラクター
- 140回目のポールポジション: メルセデス
- 60回目の1-2フィニッシュ: メルセデス

## 第22戦終了時点のランキング
|       | 順位 | ドライバー                 | ポイント |
| ----- | ---- | -------------------------- | -------- |
|       | 1    | マックス・フェルスタッペン | 403      |
|       | 2    | ランド・ノリス             | 340      |
|       | 3    | シャルル・ルクレール       | 319      |
|       | 4    | オスカー・ピアストリ       | 268      |
|       | 5    | カルロス・サインツ         | 259      |
| 出典: |      |                            |          |

|       | 順位 | コンストラクター                        | ポイント |
| ----- | ---- | --------------------------------------- | -------- |
|       | 1    | マクラーレン-メルセデス                 | 608      |
|       | 2    | フェラーリ                              | 584      |
|       | 3    | レッドブル-ホンダ・RBPT                 | 555      |
|       | 4    | メルセデス                              | 425      |
|       | 5    | アストンマーティン・アラムコ-メルセデス | 86       |
| 出典: |      |                                         |          |

- 注：いずれもトップ5まで掲載。